# USS LST-993
O USS LST-993 foi um navio de guerra norte-americano da classe LST que operou durante a Segunda Guerra Mundial.